# Exenterus nigrifrons
Exenterus nigrifrons là một loài tò vò trong họ Ichneumonidae.